# Brajan (Mojosongo)
Brajan is een bestuurslaag in het regentschap Boyolali van de provincie Midden-Java, Indonesië. Brajan telt 1691 inwoners (volkstelling 2010).